# 170193 Joanguillem
170193 Joanguillem è un asteroide della fascia principale. Scoperto nel 2003, presenta un'orbita caratterizzata da un semiasse maggiore pari a 2,345891 UA e da un'eccentricità di 0,218159, inclinata di 4,351621° rispetto all'eclittica.